# 草鳳蝶
草鳳蝶（學名：Papilio thoas），又名大黃帶鳳蝶，是鳳蝶屬下的一種蝴蝶。

## 分布
美国南部, 墨西哥，中美洲, 南美洲至巴西, 阿根廷, 乌拉圭等。

## 外部連結
- Papilio thoas autocles  Rothschild and Jordan, 1906 （页面存档备份，存于）, ITIS